# キッズケータイpapipo!
キッズケータイpapipo!（キッズケータイ パピポ）とは、バンダイとウィルコムの共同開発により2006年6月に正式に販売が開始されたW-SIMに対応したPHS音声端末。ウィルコム向けに供給するだけではなく、バンダイからも直接販売されるサードパーティー製端末である。

## 概要
「子どもが持って楽しめる」「親が安心して持たせられる」ことを重要視し開発された。主に7～12歳の小学生をターゲットとしている。
通信部分にW-SIMを採用することで、無線機器開発技術を持たないバンダイによる自社開発が可能となった。同社がこれまで発売してきた子供向けの携帯電話型玩具「メルプチ」に通話・通信機能を追加した発展版と言える。
バンダイが本機専用サイト「キッズスタジオ」を用意し、Eメールを含むデータ通信は全て、このサイトを用いて行う形式だった。なお、キッズスタジオは、2009年9月30日にコンテンツの追加が停止し、2010年9月30日18時限りでサービス終了した。そのため現在は、通話以外の通信機能は一切利用できない。カメラの画像も撮影しても外部に保存出来なくなった。
販売はウィルコムだけでなく、バンダイの販売網も利用し、玩具流通でも販売されている。ただし、購入に際して回線契約が必須であること、加えて本人確認が厳密化されたこともあり、トミーの「ファーストモバイル」シリーズやセガトイズの「P-tomo」など、かつて玩具流通で販売されていたプリペイド携帯・PHSに比べ取扱店は少なく、トイザらスなど一部に限られている。
なお、2006年3月18日・19日にアクアシティお台場で開催の「ちゃおスタイルデビューイベント」にて先行予約販売が行われ、正式販売開始以前の3月下旬から4月上旬に、購入者の元に届けられた。
2007年、バンダイ提供の少女層を対象にしたドラマ『チョコミミ』に登場した。

### 主な機能
着せ替えジャケットシート
液晶ディスプレイ側ボディの背面は、透明なカバーで覆われており、中にイラストなどを挟み込むことでカスタマイズできる。着せ替えジャケットシートは本体に標準で3枚同封されており、その絵柄はモデルごとに異なる。
Eメール
バンダイが提供する「papipo!メール」が使える。ドメインも独自の「@bandai.jp」。
ウェブブラウザ
バンダイが提供する子供専用サイト「キッズスタジオ」にアクセスを限定していた。メールの文中に挿入されるURLやメールアドレス、電話番号にもアクセスできない仕組みだった。
Javaアプリケーション
4種類のゲームがプリセットされている。「IQナンバー」、「IQ漢検」、「つなげてカラーピクチャー」は全モデルに、「フォーチュンロット占い」は女の子向けモデルのみに、「スピードギア」が男の子向けモデルのみに搭載。また、papipo!からのみアクセスできる専用サイト「こちらBスタジオ！」から、別途アプリケーションのダウンロードも可能だったが、前述の通り現在は不可能となっている。なお、JavaはMIDP 2.0に近い独自仕様。
赤外線通信
papipo!同士のみの通信に対応。
安心モード
アドレス帳に登録した相手のみ通話やメールを行えるように設定でき、位置情報通知機能がオンになる。登録や設定変更は保護者がパスワードを入力しないと行えない。
専用ロックネジ
バッテリーとW-SIMが取り外されるのを回避するため、カバーのネジは特殊な形状で、付属の専用ドライバー以外では開かない。
緊急ボタン
十字キーの下に緊急ボタンが付いており、長押しするとあらかじめ登録した1件の電話番号に発信できる。
位置情報サービス
PHSの位置情報を活かし、papipo!から送信されるメールに位置情報を添付する「安心ココダヨ！メール」、件名にパスワードを入れてpapipo!に送信することで位置情報が返信される「安心ドコカナ！メール」、電源がオフになったときに登録メールアドレスに位置情報メールを送信する「安心電源オフ！メール」、バッテリー容量が少なくなったときに同様の動作をする「安心バッテリーチェック！メール」と、4つのメールサービスが用意されている。位置情報の精度はGPSとは異なり半径数100m程度。

## 商標について
バンダイは2005年5月30日に『キッズケータイ』の商標登録を出願したが、わずか3日後の同年6月2日にNTTドコモも同一商標の登録を出願した。本機種は結果的にドコモのSA800iよりも発売が後になり、認知度も及ばなかったことから、バンダイが『キッズケータイ』の商標権を得ることはできなかった。

## 課金形態
一般的なウィルコム端末とは、下記の点で異なる。
- 使える料金プランは「ウィルコム定額プラン」・「安心だフォン」に限られる。
- Eメールやウェブ、位置情報サービスなど、通話以外の通信機能を使用する場合はバンダイの「キッズスタジオ」（月額525円）への加入が必須だった。
- パケット定額に非対応。加入していても、ウェブ使用時のパケット料金は課金された。

なお、Eメールは、ウィルコムドメインではなくpapipo専用のアドレスだが、ウィルコム定額プランの無料分に含まれた。

## ラインナップ
- KK-B01 - たまごっちバージョン
- KK-B02 - ちゃおスタイルバージョン
- KK-B03 - ぱぴぽブルー
ウィルコムの販売網では限定モデル扱い
- KK-B04 - ハローキティバージョン
- KK-B07 - たまごっちスクールバージョン
- KK-B05 - ドラゴンブラックバージョン
- KK-B06 - オーシャンブルーバージョン